# 本部遠環蚓
本部遠環蚓（学名：Amynthas penpuensis）为巨蚓科遠環蚓屬下的一个种。